# Rizavdí Edílov
Rizavdí Edílov (nacido el 26 de junio de 1988) es un futbolista ruso que juega en la posición de portero. Desde la temporada 2005 ha estado jugando en las filas del FC Terek Grozny. Hizo su debut profesional en 2006 aunque desde entonces solamemte haya podido jugar nueve partidos. Usa el dorsal 95. Desde el 2005 hasta el 2008 también ha jugado como portero del FC Terek Grozny B.